# Motolux
Motolux is een historisch Frans merk dat van 1933 tot 1938 fietsen met 100 cc hulpmotoren van verschillende fabricaten leverde.